# Communauté de communes du canton de Mercœur
La communauté de communes du canton de Mercœur est une ancienne communauté de communes française, située dans le département de la Corrèze et la région Nouvelle-Aquitaine.
En 2017, elle fusionne pour former la nouvelle communauté de communes Xaintrie Val'Dordogne.

## Composition
Elle regroupait dix communes :
| Nom                             | Code Insee | Gentilé      | Superficie (km2) | Population (dernière pop. légale) | Densité (hab./km2) |
| ------------------------------- | ---------- | ------------ | ---------------- | --------------------------------- | ------------------ |
| Mercœur (siège)                 | 19133      | Marcœurois   | 29,94            | 253 (2014)                        | 8,5                |
| Altillac                        | 19007      | Altillacois  | 25,23            | 864 (2014)                        | 34                 |
| Bassignac-le-Bas                | 19017      | Bassignacois | 12,29            | 89 (2014)                         | 7,2                |
| Camps-Saint-Mathurin-Léobazel   | 19034      |              | 34,08            | 243 (2014)                        | 7,1                |
| La Chapelle-Saint-Géraud        | 19045      |              | 17,59            | 221 (2014)                        | 13                 |
| Goulles                         | 19086      | Goullois     | 33,40            | 316 (2014)                        | 9,5                |
| Reygade                         | 19171      | Reygadais    | 13,94            | 198 (2014)                        | 14                 |
| Saint-Bonnet-les-Tours-de-Merle | 19189      |              | 5,94             | 50 (2014)                         | 8,4                |
| Saint-Julien-le-Pèlerin         | 19215      |              | 15,40            | 129 (2014)                        | 8,4                |
| Sexcles                         | 19259      | Sexclois     | 25,91            | 234 (2014)                        | 9                  |

Sa composition correspondait à celle du canton de Mercœur.

## Compétences
- Aménagement de l'espace communautaire
- Développement économique
- Action sociale d'intérêt communautaire
- Soutien en faveur de la jeunesse et de l'enfance
- Électrification rurale